# Modave
Modave är en kommun i Belgien.   Den ligger i provinsen Liège och regionen Vallonien, i den sydöstra delen av landet, 80 km sydost om huvudstaden Bryssel. Antalet invånare är 3 879. Modave gränsar till Huy.
Trakten runt Modave består till största delen av jordbruksmark. Runt Modave är det ganska glesbefolkat, med 47 invånare per kvadratkilometer.